# هو مینگ‌هائو
هو مینگ‌هائو (چینی: 侯明昊; پین‌یین: Hóu Mínghào؛ زادهٔ ۳ اوت ۱۹۹۷) همچنین با نام نئو هو (انگلیسی: Neo Hou) نیز شناخته می‌شود، بازیگر و خواننده اهل چین است.

## فیلم‌شناسی

### فیلم
| سال  | عنوان             | عنوان چینی         | نقش             | توضیحات/منابع |
| ---- | ----------------- | ------------------ | --------------- | ------------- |
| ۲۰۱۶ | فوتبال بامزه      | 笑林足球           | شیائو شوایی     | [ ۱ ]         |
| ۲۰۱۶ | مؤسسه آنجل        | 天使学院的爱情战记 | شیائو مینگ‌هائو  | فیلم اینترنتی |
| ۲۰۱۷ | وفاداری مظنون اکس | 嫌疑人x的献身      | جوانی تانگ چوان | [ ۳ ]         |
| ۲۰۱۹ | دوباره            | 回到过去拥抱你     | گائو سیلین      | [ ۴ ]         |
| ۲۰۲۰ | مثل یک سگ فکر کن  |                    | شیائو           |               |
| ۲۰۲۳ | ضربه پنهان        | 狂怒沙暴           | دستیار نینگ     |               |
| TBA  |                   | 惊弓之鸟           | سو نیو          | [ ۵ ]         |